# Cambiago
Cambiago là một đô thị ở tỉnh Milano thuộc vùng Lombardia của Italia, khoảng 20 km về phía đông bắc của tỉnh lỵ Milano. Đến thời điểm 31 tháng 12 năm 2004, dân số đô thị này là 5.742 người, diện tích là 7,3 km².
Đô thị Cambiago có các frazione (đơn vị cấp dưới) Torrazza.
Cambiago giáp các đô thị: Basiano, Cavenago di Brianza, Agrate Brianza, Masate, Caponago, Gessate, Pessano con Bornago.